# Renato Pacheco
Renato Pacheco (Porto Alegre, 1883 — Rio de Janeiro, 1964)  foi um dirigente esportivo brasileiro, o 9º presidente da Confederação Brasileira de Futebol entre 1927 e 1933, responsável por levar o Brasil para a primeira Copa do Mundo no Uruguai, em 1930.

## Dados biográficos
Porto Alegre, 1883, nascia na capital rio-grandense Renato Pacheco, futuro médico (formado na Faculdade de Medicina do Rio de Janeiro, em 1908) . Filho de Cândido Pacheco de Moraes Castro e de Florinda Pacheco Chaves de Castro, Renato Pacheco foi um marco na história do país ao levar o Brasil à sua primeira Copa do Mundo de Futebol que se realizou em 1930 no Uruguai, durante o período de 1927 a 1933, que foi  presidente da Confederação Brasileira Desportiva (CBD). Antes de realizar os seus feitos históricos pelo esporte nacional, Renato teve uma dura jornada ao deixar a vida na cidade natal em busca de seus objetivos (1902) em terras cariocas. Casado com Angelina Pereira Pinto, ficou viúvo no parto do seu primeiro filho, Renato Pacheco Filho. 

## Esporte
Nomeado Presidente do Botafogo Futebol Clube (1219-1921), quando o campo da equipe ainda habitava a rua General Severino. Teve chances de ampliar as instalações do clube devido aos contatos que possuía na época por causa de sus contatos políticos da saúde. Não dava atenção somente para o futebol como acontece muito nos dias de hoje. Dr. Pacheco via no atletismo brasileiro uma grande chance de revelar novos talentos, e por isso, alcançou o cargo de primeiro Presidente da Associação Metropolitana de Esportes Atléticos (AMEA). Ao mesmo tempo, não abandonava a terra natal, e representava a Federação Rio-grandense de Esportes nas assembleias da Confederação Brasileira Desportiva - CBD.

Em 1923, depois de já ter conquista um grande sonho de ter seu nome há frente do clube que mais amava, Renato Pacheco foi condecorado Vice-presidente da CBD, cargo que por pouco tempo exerceu, pois depois de seis meses passou a ser Presidente da CBD. Ao assumir o cargo, Renato Pacheco também recuperou todos os troféus que haviam sido roubados por um secretário do Presidente anterior.

A decepção com a falta do apoio governamental fez com que Renato Pacheco se afastasse do cargo 1 ano e 6 meses depois quando cumprirá seu primeiro mandato. No entanto, anos depois, a crise que o esporte brasileiro vivia clamava o retorno do médico apaixonado pelo Botafogo de volta à CBD, onde ficou do dia 13/12/1929 até o dia 23/09/1933. Neste meio tempo aconteceu o que podemos considerar mais especial na carreira de Roberto Pacheco como desportista: o primeiro Campeonato Mundial de Futebol, no Uruguai. Isso ocorreu em 1930, apesar de Pacheco estar a frente da CBD, novamente, o momento era muito conturbado devido à falta de apoio e estrutura do futebol nacional. Renato Pacheco dividiu em dois o grupo que iria para a Copa do Mundo, com 11 atletas cariocas e mais 11 paulistas. No entanto, os jogadores paulistas fizeram algumas exigências muito grandes para a época impossibilitando que Pacheco atendesse seus pedidos. Com isso, os jogadores do Estado de São Paulo boicotaram suas respectivas participações, fazendo com que, de última hora, Renato Pacheco optasse por levar apenas jogadores cariocas. Na verdade, entre todos, havia uma exceção, Araken Patuska, jogador do Santos na época, que não exigiu nada de Pacheco.

A ida do Brasil para o primeiro Campeonato Mundial não foi nada fácil, mas o objetivo de mostrar um time consistente em campo foi atingido, apesar da curta participação da equipe. No confronto número um da seleção em Copa, o Brasil goleou por 4 x 0 a seleção Boliviana. Porém, o segundo e último confronto daquele Mundial veio contra a Iugoslávia, que muito apertada levou o jogo por 2 x 1. O vencedor do primeiro Mundial foi o próprio Uruguai, que venceu em casa.
 Para que a imagem de derrota não tomasse o país, Renato Pacheco retomou a Taça Rio Branco, no ano de 1931, onde o Brasil venceu os dois jogos ficando com a posse da troféu. Ainda no mesmo ano o país retomou as provas de atletismo onde por 7 anos esteve ausente. Foi em Buenos Aires, Argentina, no 7° Campeonato Sul-americano de Atletismo, que Dr. Pacheco fazia com que o mundo visse o potencial de nosso país com as vitórias de Duque da Silva (arremesso de dardo) e Sílvio Magalhães Padilha  (400 metros com barreira e recorde Sul-Americano).

No ano seguinte (1932) seria disputado nos Estados Unidos, mais precisamente em Los Angeles, as Olimpíadas. Renato Pacheco e seus assessores Capitão Orlando Eduardo da Silva e Comandante Paulo Meira, visaram nesse evento mais uma chance para o país.

Após negociar com o Comitê Olímpico Argentino, Dr. Renato Pacheco decidiu alugar um navio da frota mercante brasileira, de modo que as duas delegações viajariam juntas e o transporte ficaria mais econômico. Depois da aprovação de ambos comitês, o presidente da CBD conseguiu um grande desconto no navio “Itaquicê”. Financeiramente, ambas também entraram em acordo.
Porém, alguns dias antes de o navio partir, o Comitê argentino desistiu de embarcar sua delegação, o que resultou em um vasto prejuízo à delegação Brasileira, que teria que pagar a primeira prestação combinada. O “Itaquicê”, no entanto, sob responsabilidade do Capitão-Tenente Paulo Martins Meira, findou tornando-se um navio de carga da Marinha de Guerra Brasileira.

Com essa transformação, o Presidente da CBD e seus assessores julgavam que teriam trânsito fácil no Canal do Panamá. Porém, as autoridades Norte-Americanas retiveram o navio, o que prejudicou a forma física de alguns atletas. Ao pedir ajuda ao Presidente Getúlio Vargas, Dr. Renato Pacheco constatou que o mesmo não daria muito importância ao esporte brasileiro. Para pagar as dívidas, Dr. Pacheco então hipotecou suas duas casas pelo Banco Alemão Transatlântico.
Na disputa desta olimpíada, houve um acidente na delegação Brasileira. Em um jogo de pólo aquático entre a Hungria e o Brasil, os jogadores brasileiros não se conformaram com a atuação do juiz, e o desrespeitaram, o que causou a suspensão dos mesmos pelo Presidente da CBD.
Este acidente aconteceu entre 1932 e 1933, quando estourou uma crise no futebol carioca. Enquanto a FIFA e a CBD supervisionavam o esporte amador, todos os jogadores da primeira divisão recebiam dinheiro de seus clubes. As desculpas para os “estímulos” em dinheiro eram muitas, e no Rio, a ideia partiu do Fluminense FC. O Botafogo, por sua vez, ficou contra porque a iniciativa partir do seu velho rival, e argumentou que a FIFA e a CBD eram entidades amadorísticas.
Dr. Renato Pacheco, então, alegou que este falso amadorismo era uma atitude leviana, uma vez que o próprio Botafogo vinha pagando seus jogadores. Decidiu então organizar um comitê da CBD para decidir o impasse. O conselho de dez membros continha cinco Botafoguenses, o que tornava fácil cabalar votos, uma vez que Dr. Pacheco se manteria completamente neutro. Finalizando, declarou sua opinião que o Botafogo estava errado. Após teu seu pedido recusado, Dr. Renato foi alvo de uma série de difamações, principalmente vindas de um novo jornal, o Mundo Esportivo, dirigido por Carlito Rocha. Como a ideia do jornal partiu de seus colegas dirigentes do Botafogo, isso o fez profundamente magoado. Nunca mais quis envolver-se com futebol, permanecendo na CBD até resolver na justiça a questão da hipoteca de seus bens.
Renato Pacheco morreu no ano de 1964, aos 84 anos.